# Albert Gottfried Dietrich
Pour les articles homonymes, voir Dietrich.
Albert Gottfried Dietrich est un botaniste allemand, né le 8 novembre 1795 à Dantzig et mort le 22 mai 1856 à Berlin.
Il travaillait au jardin botanique de Berlin et enseignait à l’institut d’horticulture de Berlin-Schöneberg. Avec Christoph Friedrich Otto, il a édité le journal consacré aux jardins Allgemeine Gartenzeitung de 1833 à 1856. Il est l'auteur des 864 planches qui illustrent sa Flora regni Borussici.

## Liste partielle des publications
- Terminologie der phanerogamischen Pflanzen..., 1829.
- Flora regni Borussici : Flora des Königreichs Preussen oder Abbildung und Beschreibung der in Preussen wildwachsenden Pflanzen, 1833-1844.

## Hommage
En 1953, Edgar Irmscher lui dédie un bégonia : Begonia dietrichiana.